# إسحاق ديشان
إسحاق ديشان هو قاضي وسياسي كندي، ولد في 1722، وتوفي في 1801. انتخب عضو مجلس نواب نوفا سكوتيا.